# Le Secret de l'épouvanteur
Le Secret de l'épouvanteur (titre original : The Spook's Secret) est le troisième tome de la série L'Épouvanteur signée Joseph Delaney. Paru en 2006, il est précédé de La Malédiction de l'épouvanteur et suivi du Combat de l'épouvanteur.

## Résumé
Après avoir vaincu précédemment le Fléau à Priestown, Tom et son maître John Gregory partent en route pour la maison d'hiver de ce dernier, à Anglezarke. Là-bas, se trouve Meg, une sorcière lamia domestique dont l'Épouvanteur était autrefois tombé amoureux. Tom se rend compte bien vite qu'il préférait la maison de Chipenden. De plus, il ne doit pas oublier de lui donner tous les jours sa tisane, qui permet de la maintenir amnésique, car elle ne doit pas se rappeler qu'elle est une lamia. 
Autre problème, l'ancien apprenti de l'Épouvanteur, un dénommé Morgan, pratiquant la nécromancie, observe les événements d'une colline ; et ceci n'est pas par hasard. Bientôt, il forcera Tom à le rallier à sa cause en usant du chantage, pour invoquer un monstre effroyable, le plus puissant des anciens dieux nommé le « Seigneur de l'Hiver », ou « Golgoth »...